# Al-Qurayya
Al-Qurayya (en arabe : القرياécrit al-Qrayya ou Kureiyeh) est une ville du sud de la Syrie, faisant administrativement partie du gouvernerat de al-Suwayda, située au sud de al-Suwayda. Elle est à proximité des localités de Bosra au sud-ouest, Nimrah et Hout vers le sud, Salkhad vers le sud-est, al-Kafr, Hibran et Sahwat al-Khudr au nord-est, Sahwat Bilata et Rasas au nord et à 'Ara et al-Mujaymer au nord-ouest. Selon le Bureau central syrien des statistiques, al-Qurayya comptait une population de 6 789 au recensement de 2004. La ville est aussi le centre administratif de la nahiyah d'al-Qurayya qui se compose de quatre villes avec une population cumulée de 9 892 habitants.

## Histoire
Un universitaire occidental, Josias Leslie Porter, a identifié al-Qurayya comme étant la ville Biblique de "Kerioth" mentionnée par Jérémie comme l'une des villes de la plaine de Moab. Le prophète Amos a écrit qu'il pourrait "dévorer les palais de Kerioth." La ville est plus tard mentionnée au IVe siècle de notre ère comme étant "Koreath", un village appartenant à Bosra dans la province Romaine de l'Arabie Petraea. Cependant, cette "Koreath" a également été identifiées, à proximité de palais de Ein Qarata au sud de la plaine de Lejat. Dans les rues et les ruelles du village se trouvent des vestiges de plusieurs colonnes Une inscription grecque a été trouvée sur l'une des pierres et remonte à 296 avant notre ère.

### Époque ottomane
En 1596, al-Qurayya apparaît dans les registres fiscaux Ottoman comme faisant partie de la nahiya de Bani Nasiyya dans le Qada du Hauran. Il y avait alors une population de 65 familles musulmanes et de 36 personnes diplômées. Les taxes étaient payées sur le blé, l'orge, les cultures d'été, les fruits ou d'autres arbres.
En 1810, al-Qurayya hébergeait quelques familles druzes et était le lieu de résidence du chef des villages de la zone sur -sud-ouest de l'Ara dans la région de Jabal al-Arab. Entre les années 1830 et 1840, le puissant clan al-Atrash clan choisi le village à titre de résidence principale. Il leur avait été cédé par les chefs druzes historiques du village, le clan al-Hamdan clan. Le village était toujours l'objet de raids menés par les nomades Bédouins de l'époque. En avril 1838, alors que les jeunes combattants druzes d'al-Qurayya affrontaient l'armée égyptienne d'Ibrahim Pacha, le village fut pillé et plusieurs de ses habitants tués dans un raid conduit par le Cheikh Ibn Sumayr et ses alliés bédouins de la tribu 'Anza. Des raids importants eurent lieu encore contre le village en 1842 et 1846.
La stabilité fut trouvée dans les années 1850. En 1852, al-Qurayya qui était alors le fief d'Ismail al-Atrash devint le siège de la résistance contre les Ottomans. Selon Porter, le village avait été transformé d'une ville importante des plaines du Hauran en un petit village. Le chef du village était, dans les années 1850, Sami Faruq Pasha al-Atrash, le cheikh druze le plus puissant du Hauran. En 1856-57, al-Qurayya servit de base aux Druzes dans leur offensive contre les villages musulmans du Hauran.

### Ère moderne
Le autorités du mandat français ont bombardé al-Qurayya et détruit la maison de son cheikh Sultan Pacha al-Atrash dans un affrontement en 1921. Lors de la Grande révolte syrienne de 1925-27, qui a été dirigée par le Sultan Pacha, al-Qurayya servi en tant que chef-lieu de rencontre pour les cheikhs locaux des clans rebelles.

## Les gens notables
- Le Sultan al-Atrash
- Mansur al-Atrash